# سفیر حسن نیت

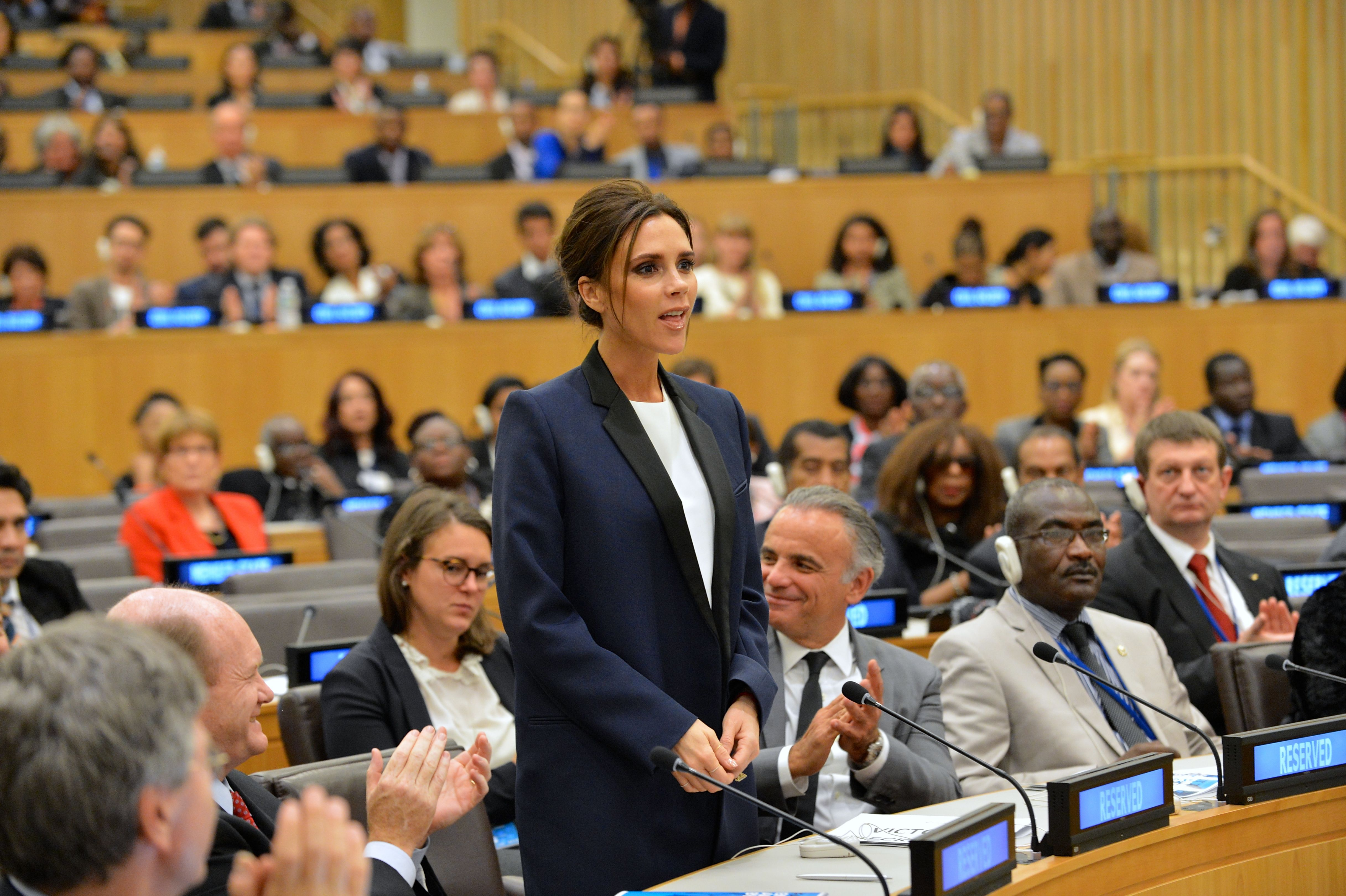
ویکتوریا بکهام یکی از سفیران انتخاب شده، نیویورک، سال ۲۰۱۴.

سفیر حسن نیت (به انگلیسی: Goodwill ambassador) به فردی گفته می‌شود که از سوی سازمان یا مجموعه‌ای با توجه به حسن شهرت و اعتبار خود جهت ترویج آرمان آن سازمان و جمع‌آوری کمک مالی و غیرمالی مأموریت می‌یابد. سازمان‌های بسیاری از سفیران حسن نیت استفاده می‌کنند. باید توجه شود که سفیر حسن نیت با سفیر نام تجاری یکسان نیست.
یونیسف یکی از اولین سازمان‌هایی بود که کمکهای افراد مشهور را به حساب آوردند. دنی کی اولین بار در سال ۱۹۵۴ نقش سفیر حسن نیت را ایفا کرد و پس از او آدری هپبورن و دیگران این مسیر را ادامه دادند تا به امروز که جمعی از سفیران حسن نیت که چهره‌های شناخته شده‌ای در سطح بین‌المللی، ملی و منطقه‌ای هستند به این کار ادامه می‌دهند.
مهتاب کرامتی، هنرپیشه ایرانی بعنوان سفیر حسن نیت یونیسف انتخاب شد. او دومین سفیر حسن نیت یونیسف ایران بعد از ستاره فوتبال علی دایی است.
سازمان ملل متحد دارای سفیران حسن نیت بسیاری در زیر مجموعه‌های خود (مانند : سازمان جهانی بهداشت و یونیسف و ...) است. این سازمان در حال حاضر دارای ۱۳ سفیر حسن نیت با عنوان سفیران صلح سازمان ملل (پیام آوران صلح سازمان ملل) در موضوعات یا مناطق بحرانی است. ۸ نفر نیز سفیران صلح سابق این سازمان بوده‌اند.